# Libnotes (Libnotes) regina
Libnotes (Libnotes) regina is een tweevleugelige uit de familie steltmuggen (Limoniidae). De soort komt voor in het Palearctisch gebied.